# I'll Sail My Ship Alone
I'll Sail My Ship Alone est une chanson de Moon Mullican (en), parfois créditée à Morry Burns, Henry Bernard, parfois créditée à Henry Glover, Lois Mann (en), parfois créditée à Sydney Nathan et Henry Thurston. La chanson se classe à la première place du Country & Western chart, durant une semaine et reste dans le classement durant neuf mois.
Elle rentre dans le pop chart, atteignant la 17e place. La chanson est reprise par Patsy Cline, Jerry Lee Lewis, en 1958, Hank Williams, Skeets McDonald, Tiny Hill (en), Ferlin Husky, George Jones, Slim Whitman, Mickey Gilley et Leon Russell.
I'll Sail My Ship Alone est aussi le titre de plusieurs albums de Moon Mullican ainsi que de compilations plus récentes. Le chanteur irlandais Patrick Wall a également appelé son album de 2011, du même nom.

## Source de la traduction
- (en) Cet article est partiellement ou en totalité issu de l’article de Wikipédia en anglais intitulé « I'll Sail My Ship Alone » (voir la liste des auteurs).